# Zanzibar Airport
Zanzibar International Airport (IATA: ZNZ, ICAO: HTZA), ook wel genoemd Kisauni Airport, is de enige luchthaven op het eiland Zanzibar, dat samen met het eiland Pemba, de staat Zanzibar, een deel van Tanzania vormt. De luchthaven ligt op ongeveer 6 km ten zuiden van Zanzibar-stad, de hoofdstad van Zanzibar.
De luchthaven wordt bediend door vluchten vanaf Afrikaanse luchthavens op het vasteland, zoals Kilimanjaro Airport, Nairobi Jomo Kenyatta Airport, Arusha Airport, Mombasa Airport en de Dar es salaam airport; door maatschappijen zoals Air Tanzania, Kenya Airways en Precision Air. South African Airways vliegt op Zanzibar Airport op woensdag en zaterdag vanuit Johannesburg. Er zijn ook een paar vakantiecharters zoals Alitalia die directe vluchten aanbiedt vanaf bestemmingen die niet in Afrika liggen zoals Milaan, Rome, Verona en Luxor of Condor vanuit Frankfurt via Mombasa.
De luchthaven is 24 uur per dag open en er zijn souvenirwinkeltjes en cafés aanwezig.

## Luchtvaartmaatschappijen en bestemmingen
- 1Time - Johannesburg
- Air Italy - Rome-Fiumicino
- TUIfly - Amsterdam
- Bankair - Arusha, Dar es Salaam, Pemba
- Coastal Aviation - Dar es Salaam
- Condor - Frankfurt
- Ethiopian Airlines - Addis Abeba
- Fly540 - Mombasa, Nairobi
- TUIfly BE - Brussel, Mombasa
- Kenya Airways - Nairobi
- Neos - Milaan-Malpensa
- Oman Air - Muscat
- Precision Air - Dar es Salaam, Mombasa, Nairobi, Kilimanjaro
- Uganda Airlines - Entebbe
- ZanAir - Arusha, Dar es Salaam, Pemba

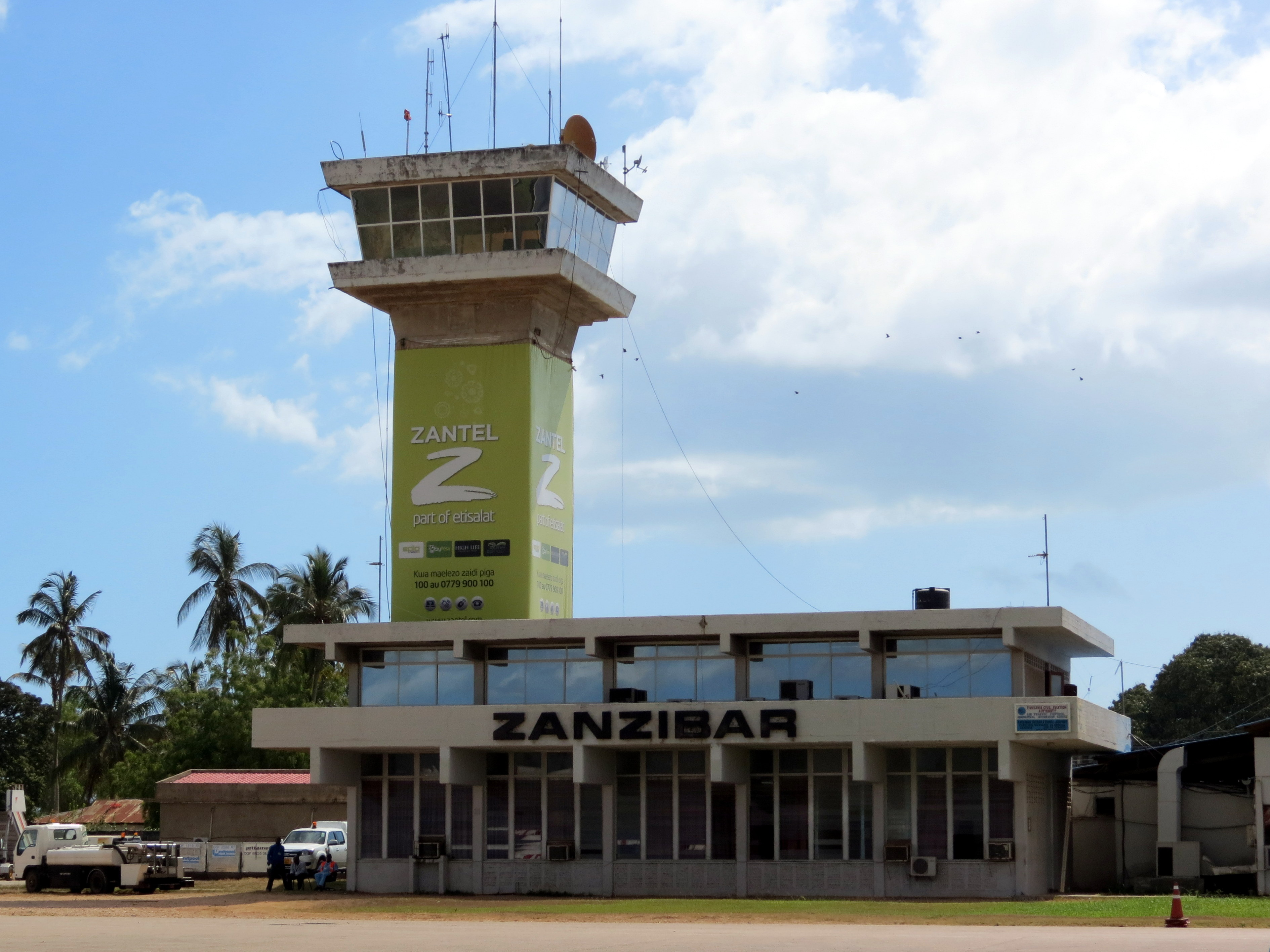